# Julia Cæsar

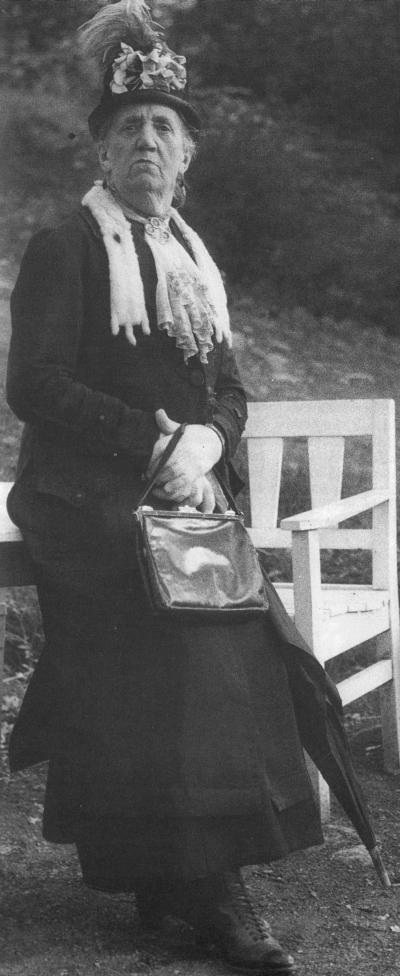
Julia Cæsar som Skräcktanten i Kvartetten som sprängdes på Skansens friluftsteater 1960.

Julia Cæsar till höger på bilden, tagen år 1906, i revyn Hertiginnan af Danviken

Julia Maria Vilhelmina Cæsar, född 28 januari 1885 i Svea livgardes församling, Stockholm, död 18 juli 1971 i Västerleds församling, Stockholms län, var en svensk skådespelare.

## Biografi
Julia Cæsar föddes som dotter till gardisten Alfred Caesar Gustafsson och dennes hustru Kristina Vilhelmina, född Hammar. 
Som 18-åring medverkade Julia Cæsar som statist på gamla Folkteatern vid Östermalmstorg i Stockholm. Den reella scendebuten skedde på landsortsturné 1905 med Sondells teatersällskap. Där spelade hon den gamla mor Annika i Värmlänningarna. Spelåret 1909/10 reste hon på turné med Ranfts dramatiska teatersällskap. Sommartid spelade hon bland annat på Kristallsalongen, och det var där som hon 1913 spelade käring med hörlurar i Emil Norlanders lustspelsrevy Tjusiga Magnusson.
Inom teatern var hon bland annat verksam vid Apolloteatern i Helsingfors 1913–1917, Folkets hus teater 1927–1929, Mosebacketeatern 1929–1937 och Odéonteatern i Stockholm 1938–1953. Somrarna 1924 och 1964 spelade hon  folklustspel på olika friluftsteatrar i Stockholm. Hon var oftast på Vanadislundens eller Tantolundens teatrar och  kallades för Tantolundens drottning.
Cæsar medverkade i ett stort antal filmer, flest bland alla svenska kvinnliga skådespelare genom tiderna med hela 135 filmer, där tvåan är Astrid Bodin med 134 filmer. Den första större rollen fick Cæsar 1922 som käring i Anderssonskans Kalle. Hon blev expert på att gestalta argsinta men hjärtliga tanter, det rollfack som hon hamnade i redan som 20-åring. Hon spelade ofta kokerskor, portvaktstanter, hyresvärdinnor och svärmödrar.
Strax innan hon fyllde 83 hamnade hon på Svensktoppen med sin insjungning av "Annie från Amörka" vintern 1967/68.
Julia Cæsar köpte sig redan 1923 en egen villa vid Storskogsvägen 22 i Ålsten i Bromma. Hon kom att bo kvar i sin villa livet ut. För det mesta åkte hon spårvagn till och från jobbet i stan.
Julia Cæsar drabbades av en hjärnblödning 1968 och vårdades sina sista år på långvården. Hon avled den 18 juli 1971 och begravdes på Bromma kyrkogård i Stockholm den 31 augusti 1971. Hon var ogift, men levde tillsammans med operettsångerskan Frida Falk (1875–1948) från 1925 och fram till dennas död 1948.

## Filmografi i urval
- 1922 – Vem dömer
- 1922 – Anderssonskans Kalle
- 1923 – Anderssonskans Kalle på nya upptåg
- 1923 – Mälarpirater
- 1925 – Kalle Utter
- 1925 – Hennes lilla majestät
- 1926 – Flickan i frack
- 1929 – Rågens rike
- 1931 – Trötte Teodor
- 1932 – Svarta rosor
- 1932 – Ett skepp kommer lastat
- 1932 – Hans livs match
- 1933 – Fridolf i lejonkulan
- 1933 – Djurgårdsnätter
- 1933 – Bomans pojke
- 1934 – Simon i Backabo
- 1934 – Anderssonskans Kalle
- 1934 – En stilla flirt
- 1935 – Smålänningar
- 1935 – Ebberöds bank
- 1935 – Munkbrogreven
- 1935 – Grabbarna i 57:an
- 1936 – Våran pojke
- 1936 – Han, hon och pengarna
- 1936 – Alla tiders Karlsson
- 1937 – Ryska snuvan
- 1937 – Pappas pojke
- 1937 – Pensionat Paradiset
- 1937 – O, en så'n natt!
- 1938 – Med folket för fosterlandet
- 1938 – Blixt och dunder
- 1939 – Vi på Solgläntan
- 1939 – Rena rama sanningen
- 1939 – Hennes lilla Majestät
- 1939 – Efterlyst
- 1939 – Oss baroner emellan
- 1939 – Ombyte förnöjer
- 1940 – Swing it, magistern!
- 1940 – Romans
- 1940 – Med dej i mina armar
- 1940 – Hanna i societén
- 1941 – Ung dam med tur
- 1941 – Stackars Ferdinand
- 1941 – Spökreportern
- 1941 – En kvinna ombord
- 1941 – En fattig miljonär
- 1942 – Vi hemslavinnor
- 1941 – Snapphanar
- 1942 – Ungdom i bojor
- 1942 – Tre skojiga skojare
- 1942 – Tre glada tokar
- 1942 – Man glömmer ingenting
- 1942 – Kvinnan tar befälet
- 1942 – Halta Lottas krog
- 1942 – Fallet Ingegerd Bremssen
- 1942 – I gult och blått
- 1943 – En flicka för mej
- 1943 – Livet måste levas
- 1943 – När ungdomen vaknar
- 1943 – Katrina
- 1943 – I mörkaste Småland
- 1944 – Släkten är bäst
- 1944 – Gröna hissen
- 1944 – Vi behöver varann
- 1944 – Kärlek och allsång
- 1944 – Flickan och Djävulen
- 1944 – Örnungar
- 1944 – Prins Gustaf
- 1944 – Dolly tar chansen
- 1945 – Sussie
- 1945 – Kungliga patrasket
- 1945 – Fram för lilla Märta
- 1945 – Hans Majestät får vänta
- 1945 – I som här inträden
- 1945 – Bröderna Östermans huskors
- 1946 – Holger Nilssons underbara resa
- 1946 – Pengar – en tragikomisk saga
- 1946 – Peggy på vift
- 1946 – Ballongen
- 1946 – Det regnar på vår kärlek
- 1946 – Onsdagsväninnan
- 1946 – Kris
- 1946 – Rötägg
- 1946 – Stiliga Augusta
- 1947 – Det kom en gäst
- 1947 – Stackars lilla Sven
- 1947 – 91:an Karlssons permis
- 1947 – Kronblom
- 1948 – Loffe på luffen
- 1948 – Solkatten
- 1948 – Soldat Bom
- 1948 – Janne Vängmans bravader
- 1948 – De kämpade sig till frihet
- 1949 – Gatan
- 1949 – Kronblom kommer till stan
- 1949 – Greven från gränden
- 1949 – Kvinna i vitt
- 1949 – Lång-Lasse i Delsbo
- 1949 – Pappa Bom
- 1949 – Pippi Långstrump
- 1950 – Två trappor över gården
- 1950 – Påhittiga Johansson
- 1950 – När kärleken kom till byn
- 1950 – Kyssen på kryssen
- 1950 – Kastrullresan
- 1951 – Skeppare i blåsväder
- 1951 – Dårskapens hus
- 1952 – Klackarna i taket
- 1952 – Janne Vängman i farten
- 1953 – Åsa-Nisse på semester
- 1953 – Bror min och jag
- 1953 – Fartfeber
- 1954 – Åsa-Nisse på hal is
- 1954 – Förtrollad vandring
- 1956 – Flickan i frack
- 1956 – Ratataa
- 1957 – Johan på Snippen tar hem spelet
- 1957 – 91:an Karlsson slår knock out
- 1961 – Ljuvlig är sommarnatten
- 1961 – Hällebäcks gård
- 1964 – Svenska bilder
- 1965 – Åsa-Nisse slår till
- 1965 – Morianerna
- 1965 – Pang i bygget
- 1966 – Hemsöborna
- 1966 – Åsa-Nisse i raketform
- 1966 – Trettio pinnar muck
- 1967 – En sån strålande dag
- 1968 – Freddy klarar biffen

## Teater

### Roller
| År   | Roll                                         | Produktion                                                                                        | Regi                          | Teater                                                    |
| ---- | -------------------------------------------- | ------------------------------------------------------------------------------------------------- | ----------------------------- | --------------------------------------------------------- |
| 1908 | Lena                                         | Timmerflottarne Teuvo Pakkala                                                                     |                               | Folkets hus teater                                        |
| 1908 | Erotica, Belphagors hustru Fröken Fläder     | Himmel och underjord Frans Hodell                                                                 |                               | Folkets hus teater                                        |
| 1908 | Andra bondflickan                            | I bohuslänska skärgården Oscar Wennersten                                                         |                               | Folkets hus teater                                        |
| 1909 | Förföljda Cæsar                              | Här ska' kontrolleras, eller Svenska folkets gårdsfest, revy Oscar Wennersten och Karl Gustafsson |                               | Folkets hus teater                                        |
| 1909 | Fröken Stråhle, föreståndare för Dianahemmet | Sedlighetskråkor Hinke Bergegren                                                                  |                               | Folkets hus teater                                        |
| 1919 |                                              | Tre friska, eller Dit får han gå men inte längre, revy Emil Norlander                             | August Svensson               | Cabaret Guldregn                                          |
| 1923 |                                              | En vårmässa på Munkbron, revy Edvin Janse                                                         |                               | Casinoteatern                                             |
| 1923 | Juanita, tjänsteande och filmgalen           | Kusinen från Amörika eller De' va' småpotatis, revy Gideon Wahlberg                               | Adolf Rangstedt               | Södermalmsteatern/ Pallas-Teatern                         |
| 1923 |                                              | Hej, Karolina, revy Edvin Ray                                                                     | Willi Wells                   | Pallas-Teatern/ Södermalmsteatern                         |
| 1924 | Augusta Blom                                 | Sätt igång, revy Bejve                                                                            | Adolf Rangstedt               | Södermalmsteatern/ Pallas-Teatern                         |
| 1924 |                                              | Bättre dag för dag, revy Albin Erlandzon                                                          | Willi Wells                   | Pallas-Teatern/ Södermalmsteatern                         |
| 1924 | Nikolina                                     | Gaska upp dej Nikolina, revy Johan Lind                                                           | Willi Wells                   | Södermalmsteatern Pallas-Teatern                          |
| 1924 |                                              | Anna-Lenas friare Gideon Wahlberg                                                                 | Leopold Edin                  | Söders friluftsteater                                     |
| 1924 | Fröken Runnquist                             | En kritvit indian, revy Max Lander och Max Roland                                                 | Max Lander                    | Södermalmsteatern/ Pallas-Teatern                         |
| 1924 | Hulda Skymning                               | Kom till smörgåsbordet, revy John Botvid                                                          | Willi Wells                   | Pallas-Teatern/ Södermalmsteatern                         |
| 1924 |                                              | Vi ska' ta det lite lättare, revy Max Lander och Max Roland                                       | Max Lander                    | Södermalmsteatern                                         |
| 1925 |                                              | Kvickt å lätt, revy John Botvid                                                                   | John Botvid                   | Södermalmsteatern                                         |
| 1925 |                                              | Vi ska' ta det lite lättare, revy Max Lander och Max Roland                                       | Max Lander                    | Pallas-Teatern                                            |
| 1925 | Baronessan Plygmasia                         | Kannibal-Flirt, revy Albin Erlandzon                                                              | Willi Wells                   | Södermalmsteatern/ Pallas-Teatern                         |
| 1925 | Malliga Malena, gårdens ensamjungfru         | Malmviks Malliga Malena, revy Max Lander och Max Roland                                           | Max Lander                    | Södermalmsteatern/ Pallas-Teatern                         |
| 1925 | Gammalpigan                                  | En piga bland pigor Ernst Fastbom                                                                 | Axel Hultman                  | Vanadislundens friluftsteater                             |
| 1925 |                                              | Öregrund-Östhammar Selfrid Kinmansson                                                             | Axel Hultman                  | Vanadislundens friluftsteater                             |
| 1925 |                                              | Rutigt och randigt, revy Max Lander och Max Roland                                                | Willi Wells                   | Pallas-Teatern/ Södermalmsteatern                         |
| 1925 |                                              | En orolig bröllopsnatt, revy Gran                                                                 | Willi Wells                   | Södermalmsteatern                                         |
| 1926 | Medverkande                                  | Trumf i hjärter, revy Max Lander och Max Roland                                                   | Willi Wells                   | Södermalmsteatern                                         |
| 1926 | Medverkande                                  | Amor och kvinnofriden, revy Gran                                                                  | Willi Wells                   | Södermalmsteatern                                         |
| 1926 | Medverkande                                  | Åh, en så'n tös!, revy Gran                                                                       | Willi Wells                   | Pallas-Teatern                                            |
| 1926 | Medverkande                                  | Skomakare Jönssons mågastump, revy Max Lander och Eric Sundelius                                  | Gustaf Werner                 | Pallas-Teatern                                            |
| 1926 |                                              | Kärlekstokar och abborrkrokar! Hedvig Nenzén                                                      |                               | Klippans sommarteater                                     |
| 1926 | Medverkande                                  | I fruntimmersveckan, revy Gran                                                                    | Willi Wells                   | Södermalmsteatern                                         |
| 1926 |                                              | Farliga kvinnor Gran                                                                              |                               | Södermalmsteatern                                         |
| 1926 | Medverkande                                  | Kärlek och boxning, revy Gran                                                                     | Willi Wells                   | Södermalmsteatern                                         |
| 1926 | Medverkande                                  | Go'dag go'dag, revy John Botvid                                                                   |                               | Södermalmsteatern                                         |
| 1927 |                                              | Fästmanssoffan, revy Gran                                                                         |                               | Södermalmsteatern                                         |
| 1927 | Medverkande                                  | Kärlekskarusellen, revy Bejve & C:o                                                               | Willi Wells                   | Södermalmsteatern                                         |
| 1927 |                                              | Farliga kvinnor Gran                                                                              |                               | Södermalmsteatern                                         |
| 1927 |                                              | För fulla segel Olof Sörby                                                                        |                               | Klippans sommarteater                                     |
| 1927 | Medverkande                                  | Ta trapporna, revy Björn Hodell och John Botvid                                                   |                               | Folkets hus teater                                        |
| 1928 | Medverkande                                  | Sådan är du, revy Karl-Ewert                                                                      |                               | Folkets hus teater                                        |
| 1928 |                                              | Österlunds Hanna Frans Hedberg                                                                    | Hjalmar Peters                | Tantolundens friluftsteater                               |
| 1928 | Mamie, kokerska                              | Yon Yonson Algot Sandberg                                                                         | Ernst Fastbom                 | Folkets hus teater                                        |
| 1928 | Pihlgrenskan                                 | Anderssonskans Kalle reser jorden runt Emil Norlander                                             |                               | Folkets hus teater                                        |
| 1929 |                                              | Du och jag, revy Thor Modéen och John Botvid                                                      |                               | Folkets hus teater                                        |
| 1929 | Lina                                         | Westerbergs pojke Gideon Wahlberg                                                                 |                               | Söders friluftsteater Flyttad till Mosebacketeatern       |
| 1929 |                                              | Fjällgatan 14 Sigge Fischer                                                                       |                               | Mosebacketeatern                                          |
| 1930 | Malin                                        | Söderkåkar Gideon Wahlberg                                                                        | Hugo Jacobson                 | Tantolundens friluftsteater Flyttad till Mosebacketeatern |
| 1931 | Mimmi, Jönssons hushållerska                 | Ta' fast tjuven Gran                                                                              |                               | Mosebacketeatern                                          |
| 1931 |                                              | Äventyr vid kolonistugan Gideon Wahlberg och Walter Stenström                                     |                               | Mosebacketeatern                                          |
| 1931 |                                              | I gamla Djurgårdssta'n Gideon Wahlberg                                                            | Gideon Wahlberg               | Tantolundens friluftsteater                               |
| 1931 | Augusta                                      | Augustas lilla felsteg Siegfried Fischer                                                          |                               | Mosebacketeatern                                          |
| 1932 | Mabel Gustavsson                             | Tokstollar och högfärdsblåsor Gideon Wahlberg                                                     | Gideon Wahlberg               | Tantolundens friluftsteater Flyttad till Mosebacketeatern |
| 1932 |                                              | Skeppar Ömans flammor Siegfried Fischer                                                           |                               | Mosebacketeatern                                          |
| 1933 | Frida Boman                                  | En Söderpojke Siegfried Fischer                                                                   | Siegfried Fischer             | Mosebacketeatern                                          |
| 1933 |                                              | Amandas kärlekspant Siegfried Fischer                                                             | Siegfried Fischer             | Mosebacketeatern                                          |
| 1933 |                                              | Vackra Sissi, eller Kärlek u.p.a. Gideon Wahlberg                                                 | Gideon Wahlberg               | Tantolundens friluftsteater                               |
| 1933 |                                              | Violen från Flen Siegfried Fischer                                                                |                               | Mosebacketeatern                                          |
| 1933 |                                              | Barn på beställning Arthur Fischer                                                                | Arthur Fischer                | Mosebacketeatern                                          |
| 1934 | Blomman                                      | Greven av Gamla stan Sigge och Arthur Fischer                                                     |                               | Mosebacketeatern                                          |
| 1934 | Pensionatsvärdinnan                          | Pettersson – Sverge Oscar Rydqvist                                                                | Sigurd Wallén                 | Vanadislundens friluftsteater Flyttad till Södra Teatern  |
| 1934 | Julia                                        | Julia på camping Sigge Fischer                                                                    |                               | Mosebacketeatern                                          |
| 1935 |                                              | Café Södergöken Olle Gunnarsson                                                                   |                               | Mosebacketeatern                                          |
| 1935 |                                              | Filip den store Oscar Rydqvist                                                                    |                               | Vanadislundens friluftsteater                             |
| 1935 | Tekla Adamsson                               | Följ me' till Köpenhamn Sigge Fischer                                                             | Sigge Fischer                 | Mosebacketeatern                                          |
| 1936 |                                              | Skojar-Hampus Sigge Fischer                                                                       |                               | Mosebacketeatern                                          |
| 1936 | Fröken Grönlund                              | Fröken Grönlunds pojke Sigge och Arthur Fischer                                                   | Sigge Fischer Arthur Fischer  | Mosebacketeatern                                          |
| 1936 | Fru Svensson                                 | Känsliga Svensson Ernst Berge                                                                     | Thor Modéen                   | Vanadislundens friluftsteater                             |
| 1936 | Madam Flod                                   | Hemsöborna August Strindberg                                                                      | Sigge Fischer                 | Mosebacketeatern                                          |
| 1936 | Augusta                                      | Augustas lilla felsteg Siegfried Fischer                                                          |                               | Mosebacketeatern                                          |
| 1937 | Hushållerskan                                | Bergsprängarbruden Albin Erlandzon                                                                | Sigge Fischer                 | Mosebacketeatern                                          |
| 1937 |                                              | Lördagsflirt Bjørn Bjørnevik                                                                      |                               | Mosebacketeatern                                          |
| 1937 |                                              | Spanska flugan Franz Arnold och Ernst Bach                                                        |                               | Mosebacketeatern                                          |
| 1937 |                                              | Julia ordnar allt Fred Duprez                                                                     | Björn Hodell                  | Vanadislundens friluftsteater                             |
| 1937 |                                              | Tre trallande trubadurer Ernst Berge                                                              |                               | Vanadislundens friluftsteater                             |
| 1937 |                                              | Hur ska' de' gå för Pettersson? Sigge Fischer                                                     |                               | Mosebacketeatern                                          |
| 1938 |                                              | Kärlek och cirkus Gideon Wahlberg                                                                 | Gideon Wahlberg               | Tantolundens friluftsteater                               |
| 1938 |                                              | Stockholmsfilurer Gideon Wahlberg                                                                 | Gideon Wahlberg               | Odeonteatern, Stockholm                                   |
| 1939 |                                              | Luftman & C:o Gideon Wahlberg                                                                     |                               | Odeonteatern, Stockholm                                   |
| 1939 |                                              | Friar'n från Kisa Sigge Fischer                                                                   |                               | Odeonteatern, Stockholm                                   |
| 1939 |                                              | Kärlek och guldfeber Gideon Wahlberg                                                              |                               | Tantolundens friluftsteater/ Odeonteatern, Stockholm      |
| 1939 | Hulda                                        | Don Juan i 7:an Gideon Wahlberg                                                                   | Gideon Wahlberg               | Odeonteatern, Stockholm                                   |
| 1939 |                                              | Kärlek och landstorm Gideon Wahlberg och Walter Stenström                                         | Gideon Wahlberg               | Odeonteatern, Stockholm                                   |
| 1940 | Mamman                                       | Familjen Larsson Sigge Fischer                                                                    |                               | Odeonteatern, Stockholm                                   |
| 1940 | Medverkande                                  | Strax lite varmare, revy Gideon Wahlberg, Charles Henry och Einar Molin                           | Gideon Wahlberg               | Odeonteatern, Stockholm                                   |
| 1940 | Emma Boman                                   | Café Glada Änkan Ernst Berge                                                                      | Sigge Fürst                   | Vanadislundens friluftsteater                             |
| 1940 | Medverkande                                  | Luddes nöjesfält, revy Gideon Wahlberg, Charles Henry och Einar Molin                             |                               | Odeonteatern, Stockholm                                   |
| 1941 | Medverkande                                  | Luddes melodi, revy Charles Henry och Einar Molin                                                 | Gideon Wahlberg               | Odeonteatern, Stockholm                                   |
| 1941 |                                              | Söders tyrolare Gideon Wahlberg                                                                   | Gideon Wahlberg               | Tantolundens friluftsteater                               |
| 1941 | Medverkande                                  | Luddes underbara resa, revy Charles Henry och Einar Molin                                         | Gideon Wahlberg               | Odeonteatern, Stockholm                                   |
| 1942 | Medverkande                                  | Grand Hôtel Ludde, revy Charles Henry och Einar Molin                                             | Sigge Fischer                 | Odeonteatern, Stockholm                                   |
| 1942 | Sibyllan                                     | Sibyllan i 5:an Gideon Wahlberg                                                                   | Gideon Wahlberg               | Tantolundens friluftsteater                               |
| 1942 | Medverkande                                  | Glada gatan, revy Charles Henry och Einar Molin                                                   | Gideon Wahlberg               | Odeonteatern, Stockholm                                   |
| 1943 | Medverkande                                  | Peppar och parfym, revy Charles Henry och Einar Molin                                             | Gideon Wahlberg               | Odeonteatern, Stockholm                                   |
| 1943 | Klara Lärka                                  | Fattiga friare Gideon Wahlberg                                                                    | Gideon Wahlberg               | Tantolundens friluftsteater                               |
| 1943 | Medverkande                                  | Glitter och gliringar, revy Charles Henry och Einar Molin                                         | Gideon Wahlberg               | Odeonteatern, Stockholm                                   |
| 1944 | Medverkande                                  | Bröderna Rims sagor, revy Charles Henry och Einar Molin                                           | Gideon Wahlberg               | Odeonteatern, Stockholm                                   |
| 1944 | Annie                                        | Annie från Amörrika Sigge Fischer, Charles Henry och Einar Molin                                  | Sigge Fischer                 | Tantolundens friluftsteater                               |
| 1944 | Medverkande                                  | Hoppla, vi lär er, revy Charles Henry och Einar Molin                                             | Helge Hagerman                | Odeonteatern, Stockholm                                   |
| 1945 | Medverkande                                  | Stan hela dan, revy Charles Henry och Einar Molin                                                 | Helge Hagerman                | Odeonteatern, Stockholm                                   |
| 1945 |                                              | Bröllop i Tanto Gideon Wahlberg                                                                   | Gideon Wahlberg Werner Ohlson | Tantolundens friluftsteater                               |
| 1945 | Medverkande                                  | 6X9, revy Charles Henry, Karl-Ewert och Fritz Gustaf                                              | Gösta Jonsson Werner Ohlson   | Odeonteatern, Stockholm                                   |
| 1946 | Medverkande                                  | Lustiga vershuset, revy Charles Henry, Karl-Ewert och Fritz Gustaf                                | Gösta Jonsson Werner Ohlson   | Odeonteatern, Stockholm                                   |
| 1946 |                                              | Cirkus hela da'n Gideon Wahlberg                                                                  | Werner Ohlson                 | Tantolundens friluftsteater                               |
| 1946 | Medverkande                                  | Luddes expo, revy Charles Henry och Karl-Ewert                                                    | Werner Ohlson                 | Odeonteatern, Stockholm                                   |
| 1947 | Medverkande                                  | Nu blommar de', revy Charles Henry och Karl-Ewert                                                 | Werner Ohlson                 | Odeonteatern, Stockholm                                   |
| 1947 |                                              | Tänk om jag gifter mig med August Gideon Wahlberg och Werner Ohlson                               | Werner Ohlson                 | Tantolundens friluftsteater                               |
| 1947 | Medverkande                                  | Tingel-tangel, revy Charles Henry och Karl-Ewert                                                  | Werner Ohlson                 | Odeonteatern, Stockholm                                   |
| 1948 | Medverkande                                  | Parkera här, revy Charles Henry och Karl-Ewert                                                    | Werner Ohlson                 | Odeonteatern, Stockholm                                   |
| 1948 | Medverkande                                  | Välj Odéon, revy Charles Henry, Karl-Ewert och Werner Ohlson                                      | Werner Ohlson                 | Odeonteatern, Stockholm                                   |
| 1949 | Medverkande                                  | Färg över stan, revy Charles Henry, Karl-Ewert och Werner Ohlson                                  | Werner Ohlson                 | Odeonteatern, Stockholm                                   |
| 1949 | Medverkande                                  | Om ni behagar, revy Charles Henry, Harry Iseborg och Karl-Ewert                                   | Werner Ohlson                 | Odeonteatern, Stockholm                                   |
| 1950 | Medverkande                                  | Förtjusningens hus, revy Karl-Ewert, Charles Henry, Harry Iseborg och Werner Ohlson               | Werner Ohlson                 | Odeonteatern, Stockholm                                   |
| 1950 | Julia                                        | Julia i farten Sigge Fischer                                                                      | Sigge Fischer                 | Tantolundens friluftsteater                               |
| 1950 | Medverkande                                  | Folk i farten, revy Karl-Ewert                                                                    | Werner Ohlson                 | Odeonteatern, Stockholm                                   |
| 1951 | Medverkande                                  | De' som gömmes i snö, revy Karl-Ewert                                                             | Werner Ohlson                 | Odeonteatern, Stockholm                                   |
| 1951 |                                              | Karusellen på Björkeby Sigge Fischer                                                              | Sigge Fischer                 | Tantolundens friluftsteater                               |
| 1951 | Medverkande                                  | Född i år, revy Karl-Ewert                                                                        | Werner Ohlson                 | Odeonteatern, Stockholm                                   |
| 1952 | Medverkande                                  | Kom som du ä', revy Karl-Ewert                                                                    | Werner Ohlson                 | Odeonteatern, Stockholm                                   |
| 1952 |                                              | Han valsade en sommar Sigge Fischer                                                               | Sigge Fischer                 | Tantolundens friluftsteater                               |
| 1952 | Medverkande                                  | Klart för start Karl-Ewert                                                                        | Werner Ohlson                 | Odeonteatern, Stockholm                                   |
| 1953 | Medverkande                                  | Glädjen i topp revy Charles Henry, Allan Forss, Tryggve Arnesson, Karl-Ewert, Herr Dardanell      | Werner Ohlson                 | Odeonteatern, Stockholm                                   |
| 1953 | Augusta Österman                             | Skärgårdsflirt Gideon Wahlberg                                                                    | Gösta Jonsson                 | Vanadislundens friluftsteater                             |
| 1954 | Medverkande                                  | Arsenik åt alla spetsar, revy Rune Moberg                                                         | Gösta Jonsson                 | Boulevardteatern                                          |
| 1954 | Malin                                        | Söderkåkar Gideon Wahlberg                                                                        | Gösta Jonsson                 | Vanadislundens friluftsteater                             |
| 1954 | Medverkande                                  | Hösten är vår, revy Lennart Anderzon och Tjadden Hällström                                        | Tjadden Hällström             | Boulevardteatern                                          |
| 1955 | Medverkande                                  | Oförskämt, revy Rune Moberg                                                                       | Kåge Sigurth                  | Boulevardteatern                                          |
| 1955 | Medverkande                                  | Alltid retar det nån, revy Lennart Anderzon och Tjadden Hällström                                 | Tjadden Hällström             | Boulevardteatern                                          |
| 1956 | Medverkande                                  | Kom och sitt i knä't, revy Rune Moberg                                                            | Tjadden Hällström             | Boulevardteatern                                          |
| 1956 | Hanna Lundgren, kostymateljéinnehavarinna    | Kärlek och guldfeber Gideon Wahlberg                                                              | Gösta Jonsson                 | Vanadislundens friluftsteater                             |
| 1956 | Sju systrar                                  | Tolvan Alf Henrikson                                                                              | Karl Erik Flens               | Boulevardteatern                                          |
| 1956 | Medverkande                                  | En sån cigarr, revy Rune Moberg                                                                   | Per Edström                   | Boulevardteatern                                          |
| 1957 | Hanna Lundgren, kostymateljéinnehavarinna    | Kärlek och guldfeber Gideon Wahlberg                                                              | Gösta Jonsson                 | Vanadislundens friluftsteater                             |
| 1958 |                                              | Södercharmörer Ingmar Billow och Stig Browall                                                     | Stig Browall                  | Tantolundens friluftsteater                               |
| 1959 | Julia Hagelsky                               | Julia tar hem potten Ingmar Billow och Stig Browall                                               | Stig Browall                  | Tantolundens friluftsteater                               |
| 1960 | Tant Klara                                   | Kvartetten som sprängdes Birger Sjöberg                                                           | Åke Falck                     | Skansens friluftsteater                                   |
| 1961 | Fröken Glissander                            | Fridas visor Birger Sjöberg                                                                       | Per Sjöstrand                 | Skansens friluftsteater                                   |
| 1962 | Överstinnan                                  | Den tappre soldaten Svejk (Osudy dobrého vojáka Švejka za světové války) Jaroslav Hašek           | Åke Falck                     | Skansens friluftsteater                                   |
| 1963 | Anna-Kajsa, syster till Jarl                 | Änkeman Jarl Vilhelm Moberg                                                                       | Per-Axel Branner              | Skansens friluftsteater                                   |
| 1964 | Moder Marguerite de Jésus                    | Cyrano de Bergerac Edmond Rostand                                                                 | Per Oscarsson                 | Skansens friluftsteater                                   |
| 1964 | Gamla fru Sparf, porträtt                    | Apoteket Sparven Hasse Ekman                                                                      | Hasse Ekman                   | Intiman                                                   |
| 1965 | Medverkande                                  | Teater-Cabaret                                                                                    | Bo Forsberg                   | Parkteatern                                               |
| 1966 | Medverkande                                  | Bom krasch, revy Beppe Wolgers                                                                    | Johan Bergenstråhle           | Idéonteatern                                              |

## Radioteater

### Roller
| År   | Roll                             | Produktion                                           | Regi             |
| ---- | -------------------------------- | ---------------------------------------------------- | ---------------- |
| 1945 | Isabella                         | Blotta misstanken Karl Ragnar Gierow                 | Alf Sjöberg      |
| 1946 | Medverkande                      | Bortom alla väggar, kabaret Gustaf Carlström         | Johan Falck      |
| 1959 | Rosalia Renässans, Elzeviras mor | Vägglusen Vladimir Majakovskij                       | Staffan Aspelin  |
| 1960 | Gerassimova                      | Han som sålde sin fru David Tutaev                   | Staffan Aspelin  |
| 1960 | Hanna                            | Jons födelsedag Inge Johansson                       | Helge Hagerman   |
| 1960 | Tant Klara                       | Kvartetten som sprängdes Birger Sjöberg              | Åke Falck        |
| 1961 | Tant Eulalia                     | Önskeskogen Astrid Ribrant                           | Manne Grünberger |
| 1963 | Den gamla                        | Bastu på badort Hans Abramson                        | Hans Abramson    |
| 1963 | Tant Gustavsson                  | Trivselmyra story Lars Björkman                      | Hans Lagerkvist  |
| 1967 | Bella Cora del Hortini           | Dickie Dick Dickens Rolf Becker och Alexandra Becker |                  |
| 1967 | Julia Kronqvist                  | Buss på kontinenten Ove Magnusson                    | Olof Thunberg    |